# Bâtiment de la Direction des Tabacs (Prague)
 (juin 2024).
Le bâtiment de la Direction des Tabacs à Prague est l'ancien siège de la Direction des tabacs tchécoslovaque. Situé dans le quartier de Prague-Vinohrady, c'est un monument culturel depuis 2003. Le bâtiment appartient actuellement au tribunal municipal de Prague, qui l'utilise pour la justice commerciale et administrative.

## Histoire
Après la création de la Tchécoslovaquie en 1918, la Direction tchécoslovaque du tabac fut fondée. Le bâtiment de la direction centrale de Prague de cette institution a été conçu par l'architecte Alois Dryák dans un style alliant néoclassicisme et Art déco entre 1923 et 1928.
Après février 1948, le bâtiment fut utilisé comme siège des autorités centrales tchécoslovaques. Dans les années 1953-1954, l'architecte Jiří Gočár l'a adapté pour le Ministère fédéral de l'Industrie métallurgique et des mines. Il a été modifié en 1975 par l'architecte Jaroslav Kosík pour le ministère fédéral des Techniques et développement des investissements, qui en 1983, l'a transformé en Commission d'État pour la science et la technologie et développement des investissements. 

## Galerie

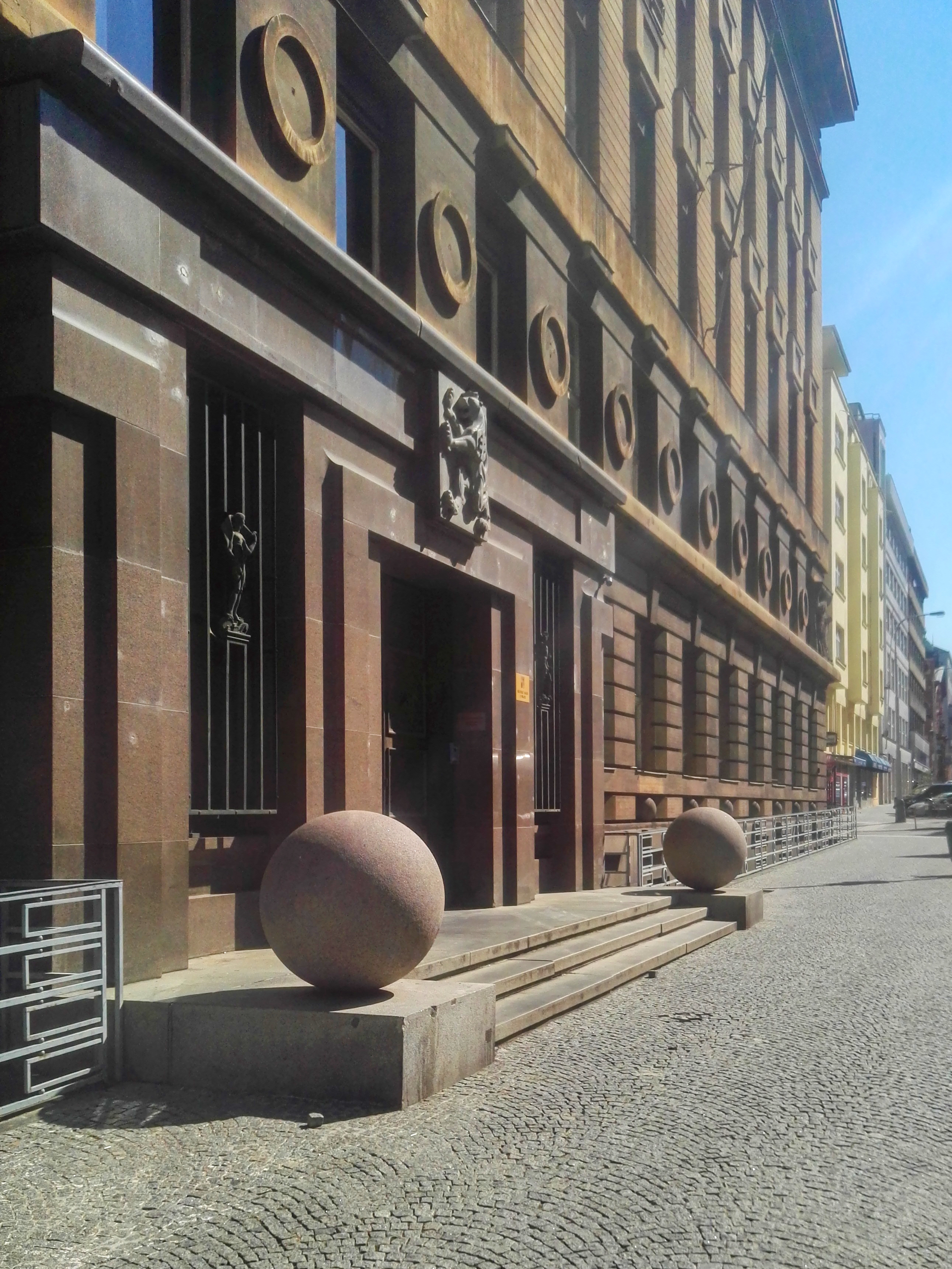
Entrée principale avec une paire de boules
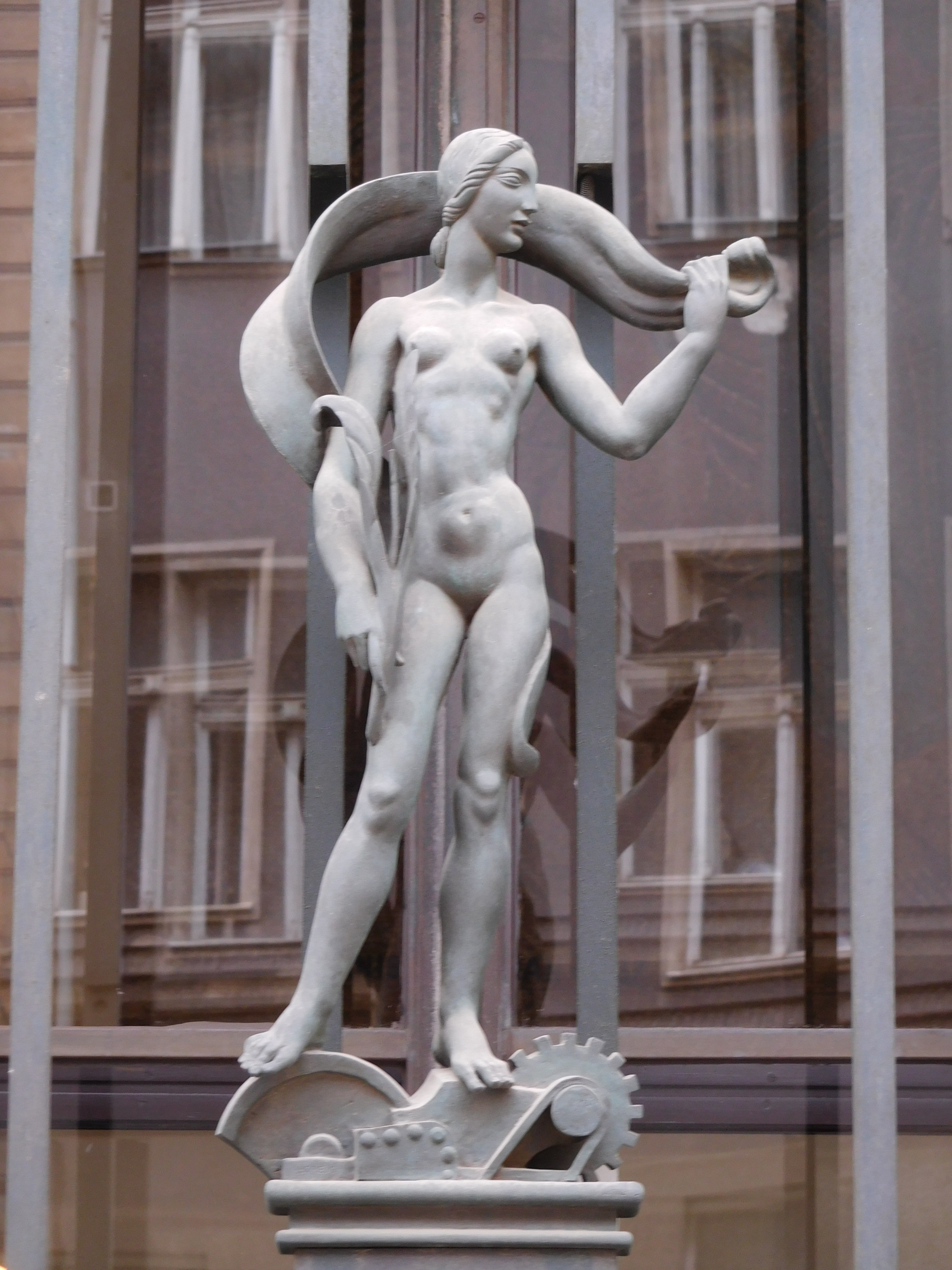
Figure allégorique sur la grille gauche du portail d'entrée
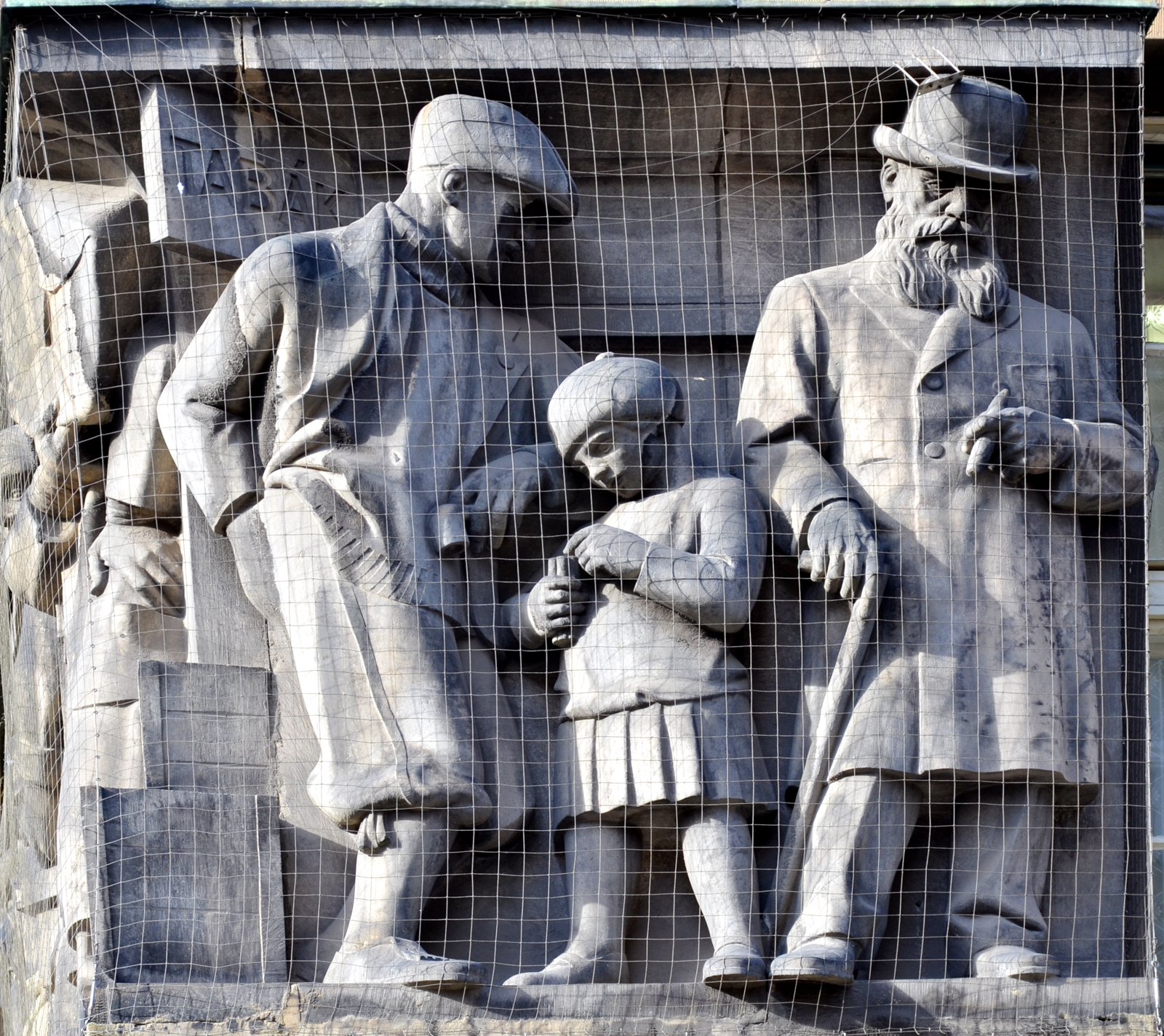
Un des reliefs de Josef Jiříkovský